# Смољани
Смољани или Смолани (буг. Смоляни) су били јужнословенско племе, које је током 7. века насељавало Родопске планине, долину река Места и Пиринске Македоније.
837. године заједно са осталим словенским племенима на Балкану подигли су устанак против Византијског царства у савезу са бугарским каном Пресијаном I. 
Временом су се утопили међу Бугаре. Град Смољан на југу Бугарска је највероватније добио име по Смољанима.